# Evadare în zori
Evadare în zori (în engleză Rescue Dawn) este un film dramatic de război american din 2006. Acesta este regizat de Werner Herzog în baza pe un scenariu adaptat pentru documentarul său din 1997 intitulat Little Dieter Needs to Fly⁠(d). Filmul îl are în rolul principal pe Christian Bale și se bazează pe povestea adevărată a pilotului germano-american⁠(d) Dieter Dengler⁠(d), care a fost doborât în Laos și capturat de săteni simpatizanți ai organizației paramilitare Pathet Lao în timpul războiului din Vietnam. Steve Zahn, Jeremy Davies⁠(d), Pat Healy și Toby Huss⁠(d) apar în roluri secundare. Proiectul a fost turnat în Thailanda în august 2005. În ciuda recenziilor pozitive din partea criticilor, filmul a fost un eșec la box office⁠(d).

## Rezumat
În februarie 1966, în timp ce se afla într-o misiune deasupra Vietnamului, Lt. Dieter Dengler⁠(d), un pilot german al marinei americane din escadronul VA-145⁠(d) decolat de pe portavionul USS Ranger⁠(d), este doborât de focul inamic deasupra Laosului. Acesta supraviețuiește prăbușirii, însă este capturat de organizația paramilitară Pathet Lao. I se oferă clemență dacă semnează un document prin care să condamne Statele Unite, dar refuză. Dengler este torturat și trimis într-un lagăr de prizonieri de război. Acolo întâlnește alți prizonieri: piloții americani Gene DeBruin⁠(d) și Duane W. Martin⁠(d), Procet, operatorul de radio chinez din Hong Kong Y.C. To, și angajatul Thai Air America Pisidhi Indradat⁠(d), unii dintre aceștia fiind în lagăr de ani de zile.
Dengler plănuiește imediat să evadeze, dar ceilalți prizonieri sunt șovăitori. Aceștia suferă de malnutriție, trăiesc în condiții mizere și sunt abuzați de gardienii taberei. După câteva luni, aprovizionarea cu alimente se înrăutățește și deținuții descoperă că paznicii înfometați plănuiesc să-i omoare și să revină în satul natal; prin urmare, toți sunt dispuși să încerce să evadeze. Conform planului, evadarea urmează să aibă loc printr-o parte distrusă a gardului, iar apoi grupul trebuie să se împartă în două echipe, care să plece în direcții opuse în jurul taberei, și să se întâlnească în timpul prânzului la cabana gardienilor pentru a-i copleși. Dacă vor reuși, vor încerca să contacteze forțele militare americane.
Celălalt grup nu respectă însă ordinele lui Dengler, iar evadarea nu decurge conform planului. Aproape toți paznicii lagărului sunt împușcați. Lipsiți de echipamente și cu provizii insuficiente, prizonierii intră în junglă. Dengler și Martin pleacă împreună, în timp ce Gene și To sunt lăsați să se descurce.
Dengler și Martin încearcă să ajungă la râul Mekong pentru a trece în Thailanda. Construiesc o plută primitivă, dar aceasta este distrusă de curenți. După ce și-au pierdut pluta, cei doi sunt descoperiți de o mulțime de săteni furioși, iar unul dintre ei îl decapitează pe Martin. Dengler scapă și se întoarce în junglă, ascunzându-se de sătenii care îl urmăresc. Câteva zile mai târziu, acesta este salvat de un elicopter american. Dengler este transportat într-o tabără și ținut la izolare într-un spital datorită caracterului secret al misiunii sale. Este vizitat de soldați din escadrila sa, care îl duc pe ascuns înapoi pe navă, unde este primit ca un erou de ceilalți membri ai echipajului.

## Distribuție
- Christian Bale - Lt. Dieter Dengler
- Zach Grenier - lider de echipă
- Marshall Bell - amiralul Berrington
- Toby Huss - locotenentul Spook, șeful escadronului
- Pat Healy - Norman
- GQ - Farkas (ca Gregory J. Qaiyum)
- James Aaron Oliver - pilot (ca James Oliver)
- Brad Carr - pilot al marinei americane
- Saichia Wongwiroj - gardian și membru al Pathet Lao
- François Chau - guvernator al provinciei
- Teerawat Mulvilai - Little Hitler
- Yuttana Muenwaja - Crazy Horse
- Kriangsak Ming-olo - Jumbo
- Somkuan „Kuan” Siroon - Nook the Rook
- Chorn Solyda - Walkie Talkie
- Steve Zahn - Lt. Duane Martin
- Jeremy Davies - sergentul Gene DeBruin
- Galen Yuen - Y.C.
- Apichart Chusakul - Pisidhi Indradat (ca Abhijati „Muek” Jusakul)
- Lek Chaiyan Chunsuttiwat - Procet (ca Chaiyan „Lek” Chunsuttiwat)
- Craig Gellis - caporal Grunt